# Chapman & Hall
Chapman & Hall — импринт, принадлежащий CRC Press, первоначально основанный как британское издательство в Лондоне в 1834 году Эдвардом Чепменом и Уильямом Холлом. Чепмен и Холл были издателями Чарльза Диккенса (с 1840 по 1844 год и снова с 1858 по 1870 год), Уильяма Теккерея, Элизабет Барретт Браунинг, Энтони Троллопа, Эдварда Мейбриджа и Ивлин Во.

## История
После смерти Холла в 1847 году кузен Чепмена, Фредерик Чепмен, начал свою карьеру в компании. В 1858 году он стал партнёром по бизнесу, а после ухода Эдварда Чепмена из компании в 1866 году единственным владельцем. В 1868 году писатель Энтони Троллоп купил треть Chapman & Hall для своего сына Генри Меривейла Троллопа. С 1902 по 1930 год управляющим директором компании был Артур Во. В 1930-х годах компания объединилась с Methuen & Co. Ltd., которая в 1955 году приняла участие в создании Associated Book Publishers. Последняя была приобретена The Thomson Corporation в 1987 году.
Chapman & Hall была продана снова в 1998 году как часть Thomson Scientific and Professional компании Wolters Kluwer, которая продала свой хорошо известный список публикаций по математики и статистики компании CRC Press. Сегодня название Chapman & Hall/CRC используется в качестве импринта для научно-технических книг компанией Taylor & Francis, входящей в группу Informa с 2004 года.